# ARL tracteur C
ARL tracteur C — проект французского сверхтяжелого многобашенного танка, разработанный компанией ARL (Atelier de Construction de Rueil) на рубеже 1939-1940 года в качестве танка поддержки на Линии Мажино. Проект был свернут в пользу другого проекта FCM F1.

## Проектирование и разработка
В межвоенный период во Франции было предпринято несколько попыток заменить тяжелые танки Char 2C построенные в 1919-1921 году компанией FCM в количестве 20 экземпляров. Кроме того, до 1925 года на вооружении Франции состояли еще 77 английских танков Mark V, но уже к началу 1930-х годов стало понятно, что эти танки морально устарели. Основная проблема замены устаревших танков заключалась не в слабой промышленной мощности страны, а в том, что Генеральный штаб армии не мог выдвинуть точные технические требования к новому танку. Только во второй половине 1939 года компаниям ARL, AMX и FCM было выдано расплывчатое техническое задание —  построить танк поддержки для Линии Мажино и прорыва Линии Зигфрида. Требований к массе, количеству членов экипажа, длине и количеству вооружения не предоставлялось. Проект нового танка получил кодовое название «Tracteur C» («Трактор С» — на подобии немецких танков Grosstracktor и Leichttracktor — «Большой трактор» и «Малый трактор»). 
Танк компании AMX получил два чертежных прототипа, отличавшиеся расположением башен, но оба прототипа были отвергнуты в пользу FCM F1. Самым завершенным из трех проектов был танк компании FCM, который имел готовый завершенный полноразмерный деревянный макет. Работы же над ARL Tracteur C были начаты на рубеже 1939-1940 года. По проекту, как и у FCM F1, был построен деревянный макет, завершенный примерно на 40%. У макета была завершена носовая и среднеяя часть корпуса. Кроме того, заводом Schneider была собрана малая башня для 47-мм. пушки SA35, а также каркас главной башни с макетом вооружения и частичной обшивкой. В таком виде макет ARL Tracteur C попал в руки немецкой армии после капитуляции Франции. Макет был разобран, а документация по танку была уничтожена.

## Описание конструкции
Корпус и бронирование
По компоновке и концепции ARL tracteur C схож с английским танком TOG II. Они были схожи по ширине и длине и расположению главной башни, но ARL был длиннее на 2000 мм. По классификации ARL tracteur C входил в число сверхтяжелых танков, обладая массой 145 т. Во лбу корпуса он должен был обладать бронированием в 120 мм. Остальное бронирование было неизвестно.
Вооружение
Танк имел многобашенную компоновку, обладая двумя башнями. Главная башня находилась в передней части танка сразу после дополнительной. Она должна была быть оснащена 90-мм. пушкой образца 1939 года. Компании Schneider было заказано четыре башни для 90-мм. пушки, но было поставлено только две башни под 105-мм. орудие. Дополнительная башня также находилась в передней части перед основной башней. Оснащаться она должна была 47-мм. пушкой SA35. Также, предполагалось, что танк будет вооружаться 7,5-мм. пулеметами
Ходовая часть
Ходовая часть танка была схожа на ходовую часть танка Char B1 или Char 2C.